# Aysha prospera
Espèce
Synonymes
- Teudis puma Mello-Leitão, 1943

Aysha prospera est une espèce d'araignées aranéomorphes de la famille des Anyphaenidae.

## Distribution
Cette espèce se rencontre au Brésil, en Uruguay, en Argentine et en Bolivie.

## Description
Le mâle décrit par Brescovit en 1992 mesure 8,20 mm et la femelle 10,50 mm, les mâles mesurent de 7,40 à 8,50 mm et les femelles de 8,20 à 11,50 mm.

## Publication originale
- Keyserling, 1891 : Die Spinnen Amerikas. Brasilianische Spinnen. Nürnberg, vol. 3, p. 1-278 (texte intégral).